# Clemens Ziegler
Clemens Ziegler o Clément Ziegler fue un líder de los anabaptistas del siglo XVI de la región de Estrasburgo, miembro del gremio de los hortelanos.

## Biografía
Partidario radical de la reforma protestante, en 1524 escribió varios textos, en los que rechazaba las imágenes en las iglesias, la doctrina de la transubstanciación, el uso del latín en el culto y el bautismo de infantes.
Entre febrero y abril de 1525 predicó en la zona rural y apoyó las reivindicaciones de los campesinos que exigían el fin de los tributos feudales y de las rentas para los eclesiásticos. Ziegler enfatizaba en que Jesús fue el "amigo y compañero de los pobres".
Ziegler consideraba que la lucha campesina debía llevarse a cabo solo por medios pacíficos y nombrando delegados para negociar. El campesinado, sin embargo, se levantó en armas, por lo que Ziegler regresó a Estrasburgo y se marginó del movimiento, aunque siguió defendiendo sus objetivos.
El sínodo del territorio de Estrasburgo en junio de 1533 enfrentó a los radicales. Allí, Ziegler apoyó la tesis de Antonio Engelbrecht, quien denunció la mezcla del gobierno civil con el de la iglesia y sostuvo que los reformadores estaban repitiendo la historia de la época de Constantino. Ziegler rechazó que las creencias religiosas fueran sometidas a castigo civil. El sínodo le prohibió a Ziegler predicar, bajo amenaza de destierro. En 1524 el concejo municipal declaró obligatorio bautizar a todo niño o niña.
Jörg Ziegler, hermano de Clemens, anabaptista, del gremio de los tejedores, prefirió salir de la ciudad después del sínodo y continuó su labor y se convirtió en un líder que dio continuidad a la comunidad anabaptista de Schiltigheim, hasta 1545 en que fue preso y desterrado de la región hasta 1547.
En 1549 el emperador retomó Estrasburgo y los católicos tomaron el control de las iglesias de la ciudad. En 1551 Jörg hizo un discurso público contra la jerarquía católica en plena catedral y fue nuevamente desterrado. Clemes hizo una solicitud en 1552 para que se le permitiera volver, para ver a su esposa agonizante. La solicitud fue rechazada y Jörg solo pudo ir al funeral de su esposa y quedarse en la ciudad bajo condición de nunca más hablar en público.
Los últimos veinte años de Clemens Ziegler se caracterizaron por la prudencia política y un acercamiento a las concepciones de y Kaspar Schwenkfeld y Sebastian Franck sobre la palabra interior y la visión de una iglesia espiritual invisible, universal, ajena al sectarismo de las denominaciones reformadas.

## Legado
Tanto Clemens como Jörg Ziegler, utilizando medidas creativas no violentas, persiguieron una visión basada en el Evangelio de una sociedad transformada con justicia e igualdad para los pobres. Su enfoque invita a los eruditos de la Reforma a repensar las tipologías de las actitudes de los no conformistas de la Reforma hacia la espada y a encontrar un lugar para la acción política no violenta.